# GAKU-Shock
GAKU-Shock（ガク･ショック）は、TBSラジオ制作で毎週日曜日に放送されていたラジオ番組。
リソー教育グループの一社提供。2004年10月2日放送開始、2014年3月30日終了。

## 番組概要
- 中学生や高校生のための、勉強などについての情報を伝えていく番組。
- 番組タイトルは学校の校内食堂「学食」をもじっている。
- 2004年10月の開始当初、いわゆるナイターオフの放送枠（当時）である土曜21時 - 21時30分での放送だった。半年後の2005年4月からは日曜23時30分 - 月曜0時に移動、同年10月からは大阪・朝日放送にもネットされるようになった。なお、長野・信越放送が約3ヶ月限定でネットした経緯は不明。
- ロザンの2人にとって「GAKU-Shock」は東京のテレビ・ラジオ局での初のレギュラー番組となる。ただし、番組初期は関東ローカルとして放送されたため、当時の東京でのロザンの知名度を考慮して山内あゆアナが事実上のメインMCだった。

## 放送内容（コーナー）
- 中高生のリクエスト
- 「たいUP!」（中高生のリスナーの「知りたい」事柄や情報に応えていくコーナー）
- 番組内でよく「ご当地検定クイズ」が行われており、一例として2006年12月29日に放送された特番でも1時間全編で行われた。

## パーソナリティ
- ロザン
  - 菅広文
  - 宇治原史規
- 以下、TBSアナウンサー（放送当時）[1]
  - 山内あゆ（2004年10月2日（番組開始）-2005年9月）
  - 青木裕子（2005年10月-2006年1月9日）
  - 岡村仁美（2006年1月16日-2009年3月29日）
  - 加藤シルビア（2009年4月5日-2013年3月31日）
  - 木村郁美（2013年4月7日-2014年3月30日）

## テーマ曲
- オランダ出身のハウスミュージックユニットドゥープの「カイックダンからの招待状」が使用されている。

## 放送時間・ネット局
- TBSラジオ 日曜23時30分-月曜0時（2005年4月10日-2014年3月30日）
2004年10月2日-2005年4月2日は土曜21時-21時30分に放送されていた。
- 朝日放送（ABC） 日曜22時-22時29分（2005年10月（放送開始）-2014年3月30日）
制作局のTBSラジオよりABCラジオの方が放送時間が早い。
ナイター中継が22時までに終了しない場合は放送休止となる。
- 信越放送（SBC） 土曜23時～23時30分（2010年10月 - 2011年1月1日）

## 備考
- ナイターシーズンにおいては、野球延長の関係でABCラジオでの放送が休止となることがある（TBSラジオは通常通り放送）。また、TBSラジオでは選挙特番の関係で放送休止にもかかわらず、ABCラジオでは通常通り放送されるという逆パターンもあった。ただしどちらもその場合の振り替え放送はない。（一部インターネット放送はされている）
- 2005年12月期の同時間帯聴取率が首位。同年10月期に首位だったニッポン放送の人気アニラジ「有楽町アニメタウン」を抜くという異例の事態となった。
- 2006年12月29日に、初の特番「輝く!GAKU-Shock紅白検定クイズ合戦」が19時-20時に放送された。また、2009年1月2日には「頑張れ受験生!GAKU-Shock新年会スペシャル!」が21時-22時に放送される（TBSラジオのみ）。その後も年末年始の時期に1時間スペシャルが必ず放送されている。
- 2012年6月24日、400回の放送を記念しての特別番組「GAKU-Shock放送400回記念特別番組『大和撫子たちの夏』」を放送した。放送の時間は20時-21時で、TBSラジオで通常であればこの時間に放送している「高橋芳朗 HAPPY SAD」は放送を休止し、ネット局への裏送りのみがおこなわれた。